# Moreiranula
Genre
Moreiranula est un genre d'opilions laniatores de la famille des Gonyleptidae.

## Distribution
Les espèces de ce genre sont endémiques du Brésil. Elles se rencontrent dans les États de São Paulo et du Minas Gerais.

## Liste des espèces
Selon World Catalogue of Opiliones (18/09/2021) :
- Moreiranula mamillata (Soares, 1944)
- Moreiranula moreirae (Mello-Leitão, 1922)
- Moreiranula picta (Soares & Soares, 1982)

## Publication originale
- Roewer, 1930 : « Weitere Weberknechte IV. (4. Ergänzung der Weberknechte der Erde, 1923). » Abhandlungen der Naturwissenschaftlichen Verein zu Bremen, vol. 27, p. 341–452.